# Patrick Boré
Pour les articles homonymes, voir Boré.
Patrick Boré, né le 9 novembre 1956 à Toulon et mort le 5 juillet 2021 à La Ciotat, est un homme politique français. Il est sénateur des Bouches-du-Rhône de 2020 à sa mort.

## Biographie
Patrick Boré est élu maire de La Ciotat à l'issue des élections municipales de 2001, puis est réélu en 2008, 2014 et 2020. Il est élu 3e vice-président de la métropole d'Aix-Marseille-Provence le 9 juillet 2020.
Il est également élu conseiller général des Bouches-du-Rhône dans le canton de La Ciotat aux élections cantonales de 2004 et de 2011 ; il est réélu lors des élections départementales de 2015 en binôme avec Danielle Milon. Il devient en 2015 1er vice-président du conseil départemental des Bouches-du-Rhône, délégué aux affaires internationales et européennes.
Il devient sénateur des Bouches-du-Rhône le 3 août 2020 en remplacement de Sophie Joissains, démissionnaire de son mandat. Arlette Salvo lui succède à la mairie de La Ciotat le mois suivant, en application de la loi limitant le cumul des mandats.
Désigné tête de liste des Républicains pour les élections sénatoriales de 2020 dans les Bouches-du-Rhône, il est réélu sénateur. Patrick Boré est remplacé par Lionel Royer-Perreaut à la vice-présidence du conseil départemental des Bouches-du-Rhône et par Roland Giberti comme conseiller départemental pour le canton de La Ciotat.
Il meurt le 5 juillet 2021, à l'âge de 64 ans, des suites d'un cancer du pancréas.